# Lijst van vampierfilms

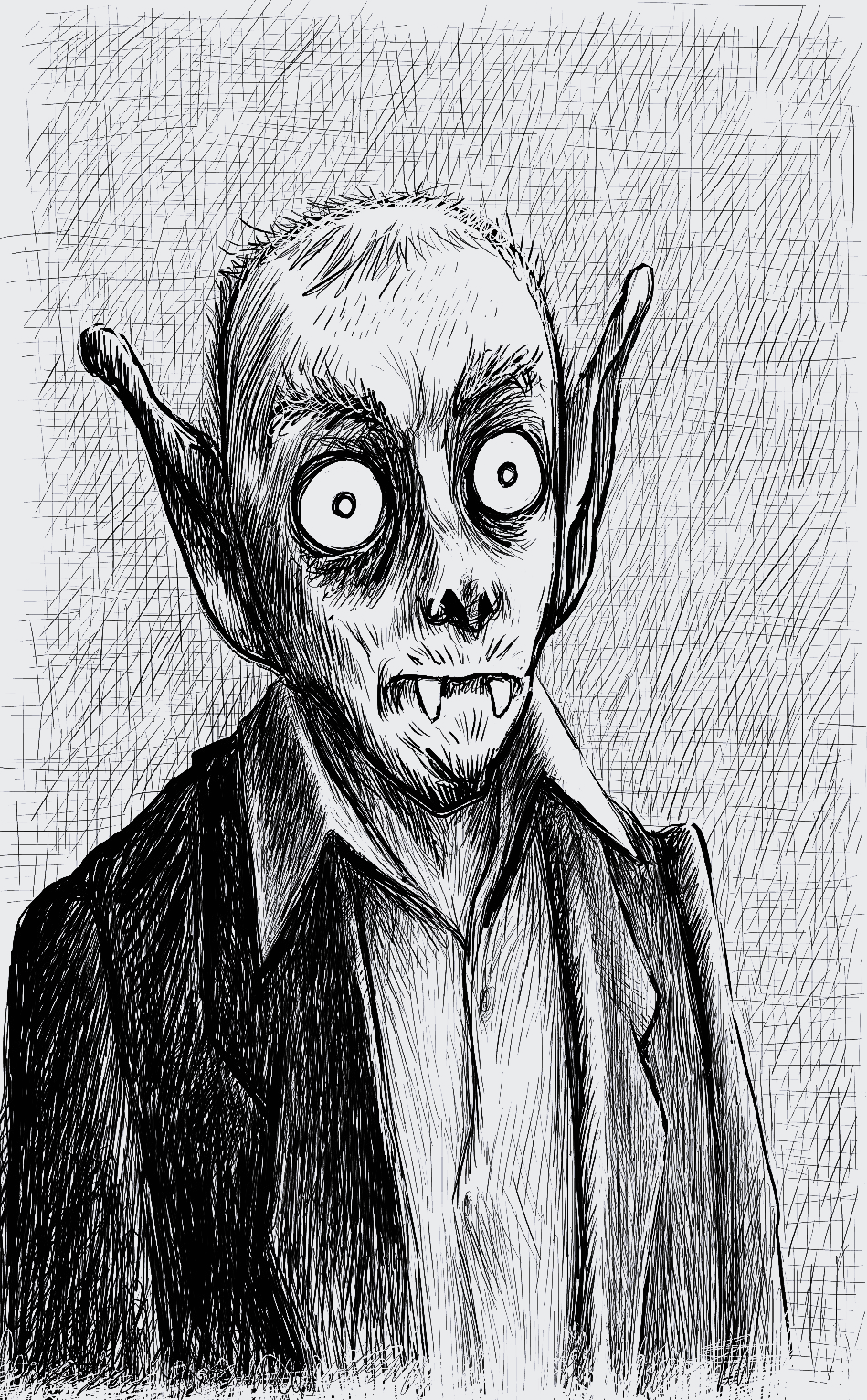

Dit is een lijst van vampierfilms. N.B.: De vampierfilm is een subgenre van de horrorfilm. Veel films op deze lijst zijn eveneens te vinden op de lijst van horrorfilms.

## Voor 1920
- 1910 - The Vampire's Trail (Verenigde Staten)
- 1912 - The Secrets of House No. 5 (Rusland)
- 1912 - Vampyrdanserinden (Denemarken)
- 1913 - The Vampire (Verenigde Staten)
- 1913 - Vampyren (Zweden)
- 1915 - Les Vampires (Frankrijk)
- 1916 - The Village Vampire (Verenigde Staten)

## Jaren 1920
- 1921 - Drakula halála (Frankrijk/Hongarije/Oostenrijk) - verloren film
- 1922 - Nosferatu, eine Symphonie des Grauens (Duitsland)

## Jaren 1930
- 1931 - Dracula (Verenigde Staten)
- 1931 - Drácula (Spanje/Hongarije)
- 1932 - Vampyr - (Duitsland/Frankrijk)
- 1935 - Mark of the Vampire (Verenigde Staten)
- 1936 - Dracula's Daughter (Verenigde Staten)

## Jaren 1940
- 1943 - Son of Dracula (Verenigde Staten)

## Jaren 1950
- 1953 - Drakula Istanbul'da (Turkije)
- 1956 - Kyuketsuki Ga (Japan)

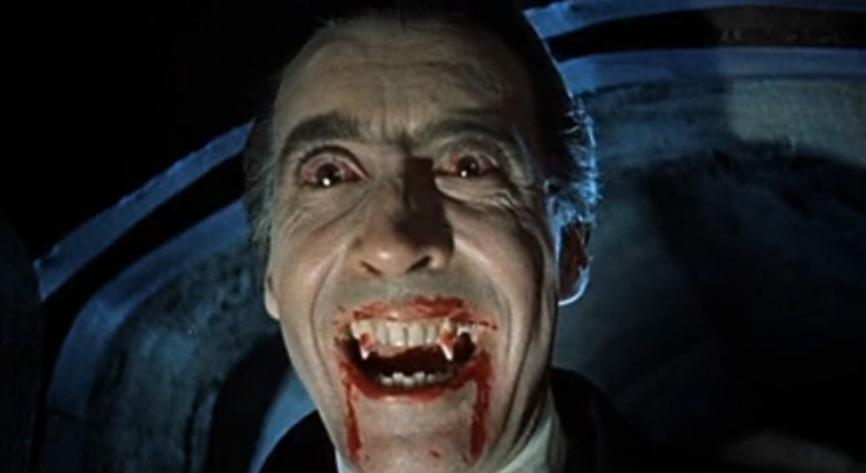
Dracula, 1958

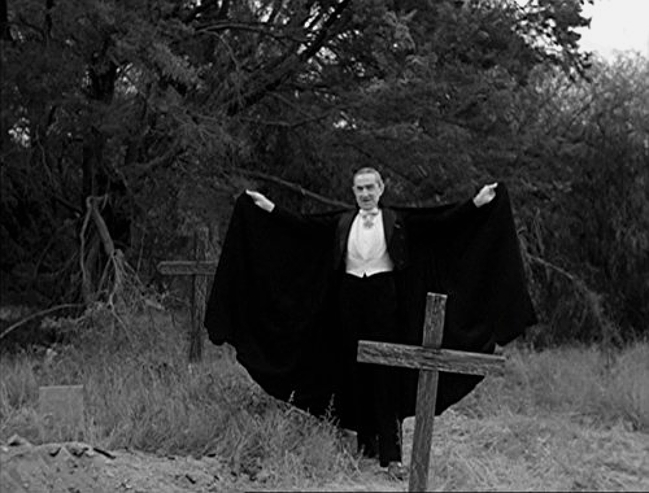
Scène uit Plan 9 from Outer Space, 1959

- 1957 - Blood of Dracula (Verenigde Staten)
- 1957 - Not of This Earth (Verenigde Staten)
- 1957 - El Vampiro (Mexico)
- 1957 - I Vampiri (Italië)
- 1958 - Dracula (Verenigd Koninkrijk)
- 1958 - The Return of Dracula (Verenigde Staten)

## Jaren 1960

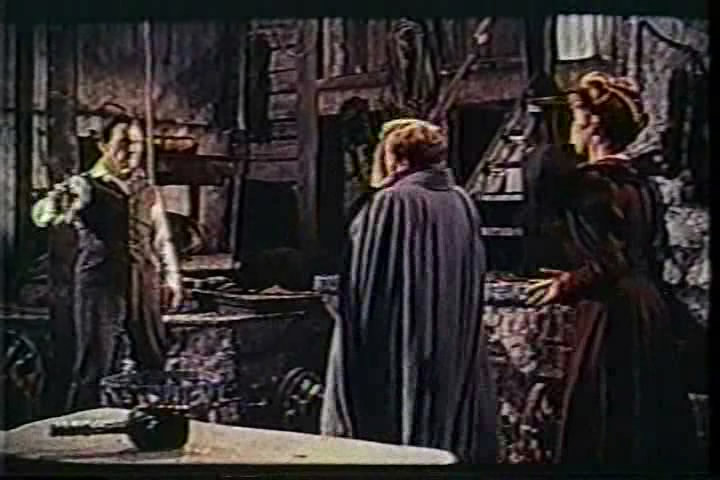
The Brides of Dracula, 1960

- 1960 - La maschera del demonio (Italië)
- 1960 - Et mourir de plaisir (Il Sangue e la rosa) (Frankrijk)
- 1960 - The Brides of Dracula (Verenigd Koninkrijk)
- 1961 - Ahkea kkots (Zuid-Korea)
- 1963 - I Tre Volti della Paura (Italië/Verenigd Koninkrijk/Frankrijk) - segment "The Wurdalak"
- 1964 - El parque de juegos (Park of Games) (Spanje)
- 1966 - Billy The Kid Versus Dracula (Verenigde Staten)
- 1966 - Dracula: Prince of Darkness (Verenigd Koninkrijk)
- 1966 - Batman Fights Dracula (Filipijnen)
- 1967 - The Fearless Vampire Killers or: Pardon me, but your Teeth are in my Neck (GB)
- 1968 - Dracula Has Risen from the Grave (Verenigd Koninkrijk)
- 1968 - The Rape of the Vampire (Frankrijk)
- 1969 - Blood of Dracula's Castle (Verenigde Staten)
- 1969 - Las vampiras (Mexico)

## Jaren 1970

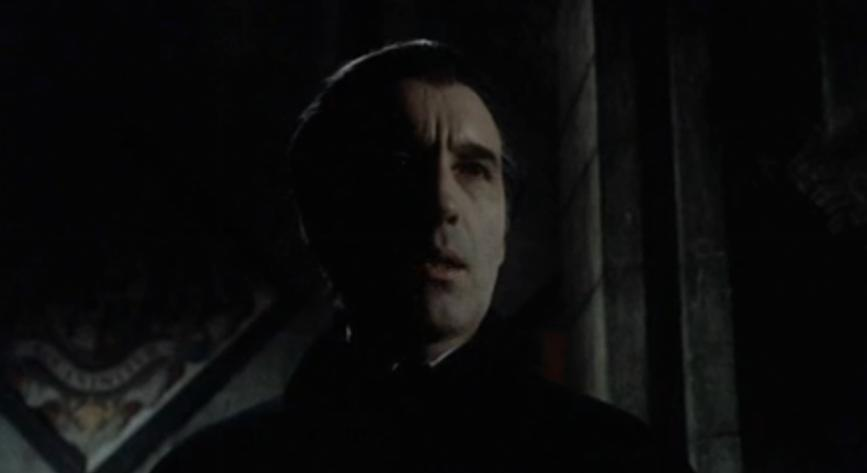
Taste The Blood Of Dracula, 1970

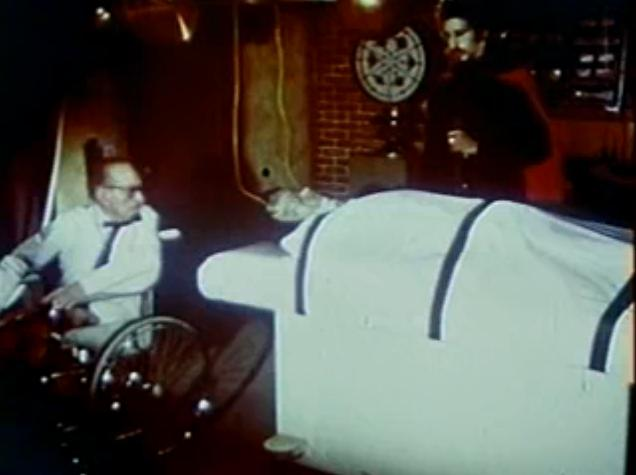
Dracula vs. Frankenstein, 1971

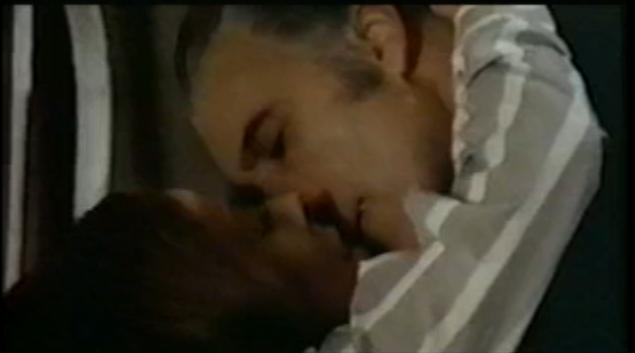
Screenshot uit The Satanic Rites Of Dracula, 1973

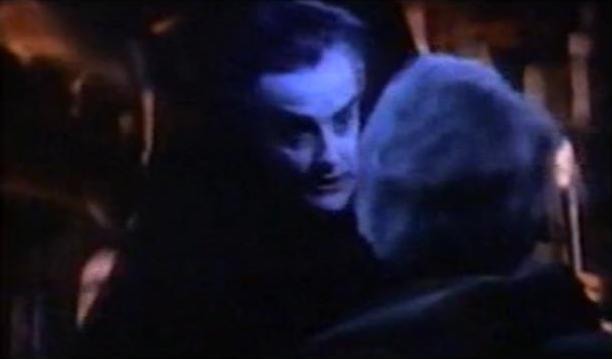
The 7 Brothers Meet Dracula, 1974

- 1970 - Count Dracula (West-Duitsland/Verenigd Koninkrijk/Italië/Spanje)
- 1970 - Count Yorga, Vampire (Verenigde Staten)
- 1970 - Cuadecuc, vampir (Spanje)
- 1970 - Scars of Dracula (Verenigd Koninkrijk)
- 1970 - Taste the Blood of Dracula (Verenigd Koninkrijk)
- 1970 - Count Dracula (Spanje/West-Duitsland/Italië/Liechtenstein)
- 1970 - The Nude Vampire (Frankrijk)
- 1970 - The Vampire Lovers (Verenigd Koninkrijk)
- 1971 - Countess Dracula (Verenigd Koninkrijk)
- 1971 - Gebissen wird nur nachts (West-Duitsland)
- 1971 - Les Lèvres rouges (België)
- 1971 - Lust for a Vampire (Verenigd Koninkrijk)
- 1971 - The Shiver of the Vampires (Frankrijk)
- 1971 - Requiem pour un Vampire (Frankrijk)
- 1971 - Vampyros Lesbos (Spanje/West-Duitsland)
- 1971 - Twins of Evil (Verenigd Koninkrijk)
- 1972 - Blacula (Verenigde Staten)
- 1972 - Dracula A.D. 1972 (Verenigd Koninkrijk)
- 1972 - Drácula contra Frankenstein (Frankrijk/Spanje)
- 1972 - El gran amor del conde Drácula (Spanje)
- 1972 - La saga de los Drácula (Spanje)
- 1972 - Vampire Circus (Verenigd Koninkrijk)
- 1973 - Ceremonia sangrienta (Spanje)
- 1973 - Female Vampire (België/Frankrijk)
- 1973 - Leptirica (Joegoslavië)
- 1973 - Santo y Blue Demon contra Drácula y el Hombre Lobo (Mexico)
- 1973 - Scream Blacula Scream (Verenigde Staten)
- 1974 - Andy Warhol's Dracula (Frankrijk/Italië)
- 1974 - Captain Kronos - Vampire Hunter (Verenigd Koninkrijk)
- 1974 - Contes immoraux (Frankrijk)
- 1974 - The Legend of the 7 golden vampires (Verenigd Koninkrijk)
- 1974 - The Satanic Rites of Dracula (Verenigd Koninkrijk)
- 1974 - Vampira (Verenigd Koninkrijk)
- 1974 - Vampyres (Verenigd Koninkrijk)
- 1974 - Dracula (Verenigd Koninkrijk)
- 1975 - Deafula (Verenigde Staten)
- 1975 - Female Vampire (Frankrijk/België)
- 1975 - Lips of Blood (Frankrijk)
- 1976 - Martin (Verenigde Staten)
- 1978 - Lady Dracula (West-Duitsland)
- 1979 - Dracula (Verenigd Koninkrijk/Verenigde Staten)
- 1979 - Love at First Bite (Verenigde Staten)
- 1979 - Nocturna (Verenigde Staten)
- 1979 - Nosferatu: Phantom der Nacht (West-Duitsland/Frankrijk)
- 1979 - Salem's Lot (Verenigde Staten)
- 1979 - Fascination (Frankrijk)

## Jaren 1980
- 1981 - Doctor Dracula (Verenigde Staten)
- 1981 - Dracula Exotica (Verenigde Staten)
- 1982 - The Living Dead Girl (Frankrijk)
- 1983 - The Hunger (Verenigde Staten)
- 1985 - Fright Night (Verenigde Staten)
- 1985 - Lifeforce (Verenigde Staten)
- 1985 - Mr. Vampire (Hongkong)
- 1985 - !Vampiros en La Habana! (Cuba/Duitsland/Spanje)
- 1986 - Vamp (Verenigde Staten)
- 1987 - Near Dark (Verenigde Staten)
- 1987 - The Lost Boys (Verenigde Staten)
- 1988 - The Lair of the White Worm (Verenigd Koninkrijk)
- 1988 - My Best Friend Is a Vampire (Verenigde Staten)
- 1988 - Vampire Princess Miyu (Japan)
- 1988 - Teen Vamp (Verenigde Staten)
- 1989 - Dracula's Widow (Verenigde Staten)
- 1989 - Fright Night Part II (Verenigde Staten)

## Jaren 1990
- 1991 - I Want to Bite You/From Dracula with Love (Japan)
- 1991 - Modern Vampires (Verenigde Staten)
- 1991 - Subspecies (Verenigde Staten)
- 1992 - Bram Stoker's Dracula (Verenigde Staten)
- 1992 - Buffy the Vampire Slayer (Verenigde Staten)
- 1992 - Innocent Blood (Verenigde Staten)
- 1992 - Sleepwalkers (Verenigde Staten)
- 1993 - Dracula Rising (Verenigde Staten)
- 1993 - Love Bites (Verenigde Staten)
- 1993 - Subspecies II: Bloodstone (Verenigde Staten)
- 1993 - To Sleep with a Vampire (Verenigde Staten)
- 1994 - Dracula aema (Zuid-Korea)
- 1994 - Embrace of the Vampire (Verenigde Staten)
- 1994 - Interview with the Vampire: The Vampire Chronicles (Verenigde Staten)
- 1994 - Nadja (Verenigde Staten)
- 1994 - Subspecies III: Bloodlust (Verenigde Staten)
- 1995 - The Addiction (Verenigde Staten)
- 1995 - Dracula: Dead and Loving It (Frankrijk/Verenigde Staten)
- 1995 - Vampire in Brooklyn (Verenigde Staten)
- 1996 - Bordello of Blood (Verenigde Staten)
- 1996 - From Dusk Till Dawn (Verenigde Staten)
- 1996 - Vampirella (Verenigde Staten)
- 1997 - Beast City - Vampire Madonna (Japan)
- 1997 - Stephen King's The Night Flier (Verenigde Staten)
- 1997 - Vampire Journals (Verenigde Staten)
- 1997 - Two Orphan Vampires (Frankrijk)
- 1998 - Blade (Verenigde Staten)
- 1998 - Razor Blade Smile (Verenigde Staten)
- 1998 - Vampires (Verenigde Staten)
- 1998 - Subspecies 4: Bloodstorm (Verenigde Staten)
- 1999 - Embrace the Darkness (Verenigde Staten)
- 1999 - From Dusk Till Dawn 2: Texas Blood Money (Verenigde Staten)

## Jaren 2000
- 2000 - Dark Prince: The True Story of Dracula (Verenigde Staten)
- 2000 - The Little Vampire (Duitsland/Nederland/Verenigde Staten)
- 2000 - Dracula 2000 (Verenigde Staten)
- 2000 - From Dusk Till Dawn 3: The Hangman's Daughter (Verenigde Staten)
- 2000 - Shadow of the Vampire (Verenigd Koninkrijk/Luxemburg/Verenigde Staten)
- 2000 - Vampire Hunter D: Bloodlust (Japan)
- 2001 - The Breed (Hongarije/Verenigde Staten)
- 2001 - The Forsaken (Verenigde Staten)
- 2001 - Les Morsures de l'Aube (Love Bites) (Frankrijk)
- 2002 - Blade II (Verenigde Staten)
- 2002 - Bloody Mallory (Frankrijk/Spanje)
- 2002 - Dracula (Duitsland/Italië)
- 2002 - Dracula: Pages from a Virgin's Diary (Canada)
- 2002 - Killer Barbys vs. Dracula (Duitsland/Spanje)
- 2002 - Queen of the Damned (Australië/Verenigde Staten)
- 2002 - The Era of Vampire (Japan/Hongkong/Nederland)
- 2002 - Vampires 2 : Los Muertos (Verenigde Staten)
- 2002 - La Fiancée de Dracula (Frankrijk)
- 2003 - Dracula II: Ascension (Verenigde Staten)
- 2003 - Galgali familywa Dracula (Zuid-Korea)
- 2003 - The Twins Effect (Hongkong)
- 2003 - Underworld (Duitsland/Hongarije/Verenigd Koninkrijk/Verenigde Staten)
- 2004 - Blade: Trinity (Verenigde Staten)
- 2004 - Dracula III: Legacy (Verenigde Staten)
- 2004 - Countess Dracula's Orgy of Blood (Verenigde Staten)
- 2004 - Dracula 3000 (Duitsland/Zuid-Afrika)
- 2004 - Nochnoi Dozor (Night Watch) (Rusland)
- 2004 - Vampires Out For Blood (Verenigde Staten)
- 2004 - Van Helsing (Verenigde Staten)
- 2004 - Salem's Lot (Verenigde Staten)
- 2005 - Blood + Kisses (Verenigde Staten)
- 2005 - BloodRayne (Duitsland/Verenigde Staten)
- 2005 - Vampires: The Turning (Verenigde Staten)
- 2005 - Dracula III: Legacy (Verenigde Staten)
- 2006 - Dnevnoy dozor (Day Watch) (Rusland)
- 2006 - Underworld: Evolution (Verenigde Staten)
- 2006 - The Damned (Verenigde Staten)
- 2007 - 30 Days of Night (Verenigde Staten)
- 2007 - Blade: House of Chthon (Verenigde Staten)
- 2007 - Lost Boys: The Tribe (Verenigde Staten)
- 2007 - Hellboy Animated: Blood and Iron (Verenigde Staten)
- 2008 - Twilight (Verenigde Staten)
- 2008 - Låt den rätte komma in (Zweden) (Vertaling: Let the Right One In)
- 2008 - Blood on the Highway (Verenigde Staten)
- 2008 - Les Dents de la Nuit (Frankrijk)
- 2008 - The Golden Nazi Vampire of Absam: Part II - The Secret of Kottlitz Castle (Duitsland)
- 2009 - Blood: The Last Vampire (Japan/Hongkong/Frankrijk)
- 2009 - Underworld: Rise of the Lycans (Verenigde Staten)
- 2009 - Lesbian Vampire Killers (Engeland)
- 2009 - The Twilight Saga: New Moon (Verenigde Staten)
- 2009 - Cirque du Freak: The Vampire's Assistant
- 2009 - Transylmania (Verenigde Staten)

## Jaren 2010
- 2010 - Wir sind die Nacht (Duitsland), Also known as: "We are the night"
- 2010 - Daybreakers
- 2010 - The Twilight Saga: Eclipse (Verenigde Staten)
- 2010 - Vampires (België)
- 2010 - Vampires Suck (Verenigde Staten)
- 2010 - Let Me In (Verenigde Staten). Een remake van de Zweedse film 'Låt den rätte komma in' uit 2008.
- 2010 - Stake Land (Verenigde Staten)
- 2011 - Fright Night (Verenigde Staten). Remake van de jaren 80-film.
- 2011 - The Twilight Saga: Breaking Dawn Part 1 (Verenigde Staten)
- 2011 - Priest (Verenigde Staten)
- 2012 - Underworld: Awakening (Verenigde Staten)
- 2012 - Dark Shadows (Verenigde Staten)
- 2012 - Dracula 3D (Italië/Frankrijk/Spanje)
- 2012 - The Twilight Saga: Breaking Dawn Part 2 (Verenigde Staten)
- 2012 - Vamps (Verenigde Staten)
- 2012 - Abraham Lincoln: Vampire Hunter (Verenigde Staten)
- 2012 - Hotel Transylvania (Verenigde Staten)
- 2013 - Vamp U (Verenigde Staten)
- 2013 - Embrace of a Vampire
- 2013 - Only Lovers Left Alive
- 2014 - Vampire Academy (Verenigde Staten)
- 2014 - Dracula Untold (Verenigde Staten/Japan)
- 2014 - A Girl Walks Home Alone at Night (Verenigde Staten)
- 2015 - Hotel Transylvania 2 (Verenigde Staten)
- 2018 - Hotel Transylvania 3: Summer Vacation (Verenigde Staten/Zuid-Korea/Canada)

## Jaren 2020
- 2000 - Shadow of the Vampire
- 2003 - The League of Extraordinary Gentlemen
- 2004 - Blade: Trinity
- 2004 - Van Helsing
- 2006 - Bram Stoker's Dracula's Curse
- 2022 - Hotel Transylvania: Transformania
- 2024 - Abigail
- 2024 - Nosferatu

## Televisieserie

### Live Action
- 1966–1971: Dark Shadows (Verenigde Staten)
- 1985: The Little Vampire (Duitsland/Canada)
- 1990–1991: Dracula: The Series (Verenigde Staten/Canada)
- 1991: Dark Shadows (Verenigde Staten)
- 1992–1996: Forever Knight (Duitsland/Canada)
- 1993: Der kleine Vampir – Neue Abenteuer (Duitsland)
- 1996: Kindred: The Embraced (Verenigde Staten)
- 1997–2003: Buffy the Vampire Slayer (Verenigde Staten)
- 1999–2004: Angel (Verenigde Staten). Een spin-off van Buffy the Vampire Slayer.
- 2001–2002: Vampire High (Canada)
- 2006: Blade: The Series (Verenigde Staten)
- 2006: Young Dracula (Engeland)
- 2006–2008: Blood Ties (Canada)
- 2007–2008: Moonlight (Verenigde Staten)
- 2008–2013: Being Human (Engeland)
- 2008-2014: True Blood (Verenigde Staten)
- 2009-17: The Vampire Diaries (Verenigde Staten)
- 2009-12: Split (Israël)
- 2009: Valemont (Verenigde Staten)
- 2011: Becoming Human (Engeland). Een spin-off van de Engelse televisieserie 'Being Human' uit 2008.
- 2011-14: Being Human (Verenigde Staten). Een remake van de Engelse televisieserie 'Being Human' uit 2008.
- 2011-12: My Babysitter's a Vampire (Canada)
- 2013-: The Originals (Verenigde Staten). Een spin off van de Amerikaanse televisieserie 'The Vampire Diaries' uit 2009.
- 2013: Dracula (Verenigde Staten)
- 2013-: Chica Vampiro (Colombia)
- 2014-15: From Dusk till Dawn: The Series (Verenigde Staten). Gebaseerd op de gelijknamige film uit 1996.

### Animatieserie
- 1988–1991: Ernest le Vampire (Frankrijk)
- 1988–1993: Graaf Duckula (Engeland)
- 1991–1994: The Ketchup Vampires (Verenigde Staten)
- 1992: Draculito, mon saigneur (Frankrijk/Duitsland)
- 1999–2003: Mona the Vampire (Canada)
- 2003–2005: Petit vampire (Frankrijk)
- 2006–2010: The School for Vampires (Duitsland)
- 2010-2018: Adventure Time (Verenigde Staten)
- 2017: Castlevania (Verenigde Staten)
- 2017-2020: Hotel Transylvania: The Series (Canada/Verenigde Staten)

#### Anime
- 1997–1998: Vampire Miyu (Japan)
- 2000: Vampire Hunter D: Bloodlust (Japan)
- 2000: Blood: The Last Vampire (Japan/VS)
- 2001–2002: Hellsing (Japan)
- 2003: Shingetsutan Tsukihime (Japan)
- 2004–2005: Tsukuyomi – Moon Phase (Japan)
- 2005: Hellsing Ultimate (Japan)
- 2005: Trinity Blood (Japan)
- 2005–2006: Blood+ (Japan)
- 2005–2006: Cheeky Vampire (Japan)
- 2005-2006: Chibi Vampire (Karin in Japan) (Japan)
- 2006: Black Blood Brothers (Japan)
- 2008: Rosario + Vampire (Japan)
- 2008: Vampire Knight (Japan)
- 2008: Vampire Knight Guilty (Japan)
- 2008: Rosario + Vampire Capu2 (Japan)
- 2010: Dance in the Vampire Bund (Japan)
- 2011–2012: Blood Lad (Japan)
- 2013: Kakumeiki Valvrave (Japan)
- 2013: Diabolik Lovers (Japan)
- 2016: Seraph of the End: Vampire Reign (Japan)